# Нитрид калия
Нитри́д ка́лия — бинарное неорганическое соединение
калия и азота с формулой {\displaystyle {\ce {K3N,}}} зеленовато-чёрные кристаллы, реагирует с водой.

## Получение
Нагревание гидрида калия в токе азота:
{\displaystyle {\ce {6 KH + N2 ->[{\ce {T}}] 2 K3N{}+ 3 H2}}}.
Прямым взаимодействием элементов:
{\displaystyle {\ce {N2 + 6K -> 2K3N}}}.
Реакцией аммиака с нагретым калием:
{\displaystyle {\ce {2 NH3 + 6 K ->[{\ce {T}}] 2 K3N{}+ 3 H2 ^}}}.
Разложением амида калия при нагреве:
{\displaystyle {\ce {3 KNH2 ->[{\ce {T}}] K3N + 3 H2 ^}}}.

## Физические свойства
Нитрид калия при нормальных условиях образует зеленовато-чёрные кристаллы.

## Химические свойства
Разлагается на элементы при сильном нагреве:
{\displaystyle {\ce {2 K3N ->[{\ce {T}}] N2 ^ + 6 K}}}.
Взаимодействует с водой с выделением аммиака:
{\displaystyle {\ce {K3N + 3 H2O -> NH3 ^ + 3 KOH}}}.